# Jonathan Ridgeon
Jonathan Ridgeon (Jonathan Peter „Jon“ Ridgeon; * 14. Februar 1967 in Bury St Edmunds) ist ein ehemaliger britischer Hürdenläufer.
Ridgeon gewann bei den Hallenweltspielen 1985 in Paris die Bronzemedaille im 60-Meter-Hürdenlauf. Im folgenden Jahr wurde er bei den ersten Juniorenweltmeisterschaften in Athen im 110-Meter-Hürdenlauf Zweiter hinter seinem Landsmann und späteren zweifachen Weltmeister Colin Jackson. Bei den Europameisterschaften 1986 in Stuttgart erreichte er den sechsten Platz.
Seinen vielleicht größten sportlichen Erfolg feierte Ridgeon bei den Weltmeisterschaften 1987 in Rom. Über 110 Meter Hürden stellte er seine persönliche Bestleistung von 13,29 s ein und holte die Silbermedaille hinter Titelverteidiger Greg Foster aus den Vereinigten Staaten. Kurz zuvor hatte Ridgeon sich in exakt derselben Zeit den Titel bei der Universiade in Zagreb gesichert.
Bei den Halleneuropameisterschaften 1988 in Budapest belegte Ridgeon im 60-Meter-Hürdenlauf den zweiten Rang hinter dem Tschechoslowaken Aleš Höffer. Im selben Jahr wurde er bei den Olympischen Spielen in Seoul Fünfter im 110-Meter-Hürdenlauf. Danach trat er überwiegend im 400-Meter-Hürdenlauf an. Beim Weltcup 1992 in Havanna belegte er den zweiten Platz über diese Distanz, bei den Olympischen Spielen 1996 in Atlanta erreichte er die Halbfinalrunde.
Jonathan Ridgeon ist 1,83 m groß und wog in seiner aktiven Zeit 75 kg. Er startete für die Belgrave Harriers. Nach Ende seiner aktiven Laufbahn arbeitete er als Leichtathletikexperte unter anderem für Sky Sports und die BBC. Außerdem sitzt er in der Geschäftsführung der Sportveranstaltungsagentur Fast Track.

## Bestleistungen
- 50 m Hürden (Halle): 6,58 s, 14. März 1992, Birmingham
- 60 m Hürden (Halle): 7,56 s, 28. Februar 1988, Budapest
- 110 m Hürden: 13,29 s, 15. Juli 1987, Zagreb
- 400 m Hürden: 48,73 s, 6. September 1992, Rieti